# 2011 EO40
2011 EO40 est un astéroïde géocroiseur et l'origine possible du météore de Tcheliabinsk.

## Caractéristiques

### Orbite
L'orbite de 2011 EO40 est typique des astéroïdes Apollon, caractérisée par une forte excentricité (0,54), une faible inclinaison (3,36°) et un demi-grand axe de 1,65 UA. Des observations additionnelles sont nécessaires pour déterminer s'il fait partie d'une famille d'astéroïdes spécifiques. Le 31 juillet 2013, son orbite n'est basée que sur 20 observations.
2011 EO40 s'approche fréquemment de Vénus, de la Terre et de la Lune, et de Mars. Il s'est approché à 0,095 UA de la Terre le 28 janvier 2011 et s'en approchera à 0,066 UA le 23 septembre 2025.

### Caractéristiques physiques
La magnitude absolue de 2011 EO40 atteint 21,7, ce qui lui donne un diamètre caractéristique d'environ 200 m.

## Observations

### Découverte
2011 EO40 est découvert par Richard Kowalski le 10 mars 2011, lors d'une séance d'observation pour le Mount Lemmon Survey,.
Lors de sa découverte, l'astéroïde est catégorisé comme géocroiseur et objet potentiellement dangereux par le Centre des planètes mineures. Il apparait sur la table de risques de Sentry pendant moins d'un jour.

### Visibilité
Au début août 2013, 2011 EO40 est situé à moins de 60° du Soleil, une situation qui perdurera jusqu'à la mi-février 2014. Il atteindra la magnitude apparente de 24,3 du 16 au 22 juin 2014. Les meilleurs fenêtres de visibilités futures auront lieu du 3 au 29 mars 2015 (magnitude 23,3), du 6 au 8 juin 2016 (24,5) et du 5 au 28 avril 2017 (22,7). Sa magnitude atteindra moins de 19,0 du 2 au 23 septembre 2025 pendant son passage à proximité du système Terre-Lune.

## Météore de Tcheliabinsk
Des calculs effectués en 2013 indiquent que 2011 EO40 est un candidat plausible pour l'origine du météore de Tcheliabinsk, observé au-dessus de la Russie le 15 février 2013. Son orbite est très similaire à la reconstitution du trajet pré-impact du bolide,,,.